# Ringo 5.1: The Surround Sound Collection
Ringo 5.1: The Surround Sound Collection es un álbum recopilatorio del músico británico Ringo Starr, publicado por la compañía discográfica Koch Records en marzo de 2008.
Bajo su contrato con Koch Records, Ringo publicó un total de cinco álbumes: The Anthology... So Far, Ringo Rama, Tour 2003, Choose Love y Ringo Starr: Live at Soundstage. Koch eligió los álbumes de estudio Ringo Rama y Choose Love para elaborar un recopilatorio y seleccionó seis canciones de cada álbum. El recopilatorio incluyó también un DVD con las mismas canciones que el CD en una mezcla con sonido Dolby Digital 5.1, preparada bajo la supervisión personal del músico junto a Bruce Sugar, que también coprodujo su posterior trabajo, Y Not. Además de las canciones incluidas en el CD, el DVD incluyó el tema «I Really Love Her» como canción extra.

## Lista de canciones
Todas las canciones escritas y compuestas por Richard Starkey, Mark Hudson, Gary Burr, Steve Dudas y Dean Grakal excepto donde se anota. 
| CD  |                                   |                                                        |          |  |
| N.º | Título                            | Escritor(es)                                           | Duración |  |
| 1.  | «Fading In and Fading Out»        | Richard Starkey, Mark Hudson, Gary Burr                | 3:55     |  |
| 2.  | «Never Without You»               | Richard Starkey, Mark Hudson, Gary Nicholson           | 5:24     |  |
| 3.  | «Choose Love»                     | Richard Starkey, Mark Hudson, Gary Burr                | 3:07     |  |
| 4.  | «Imagine Me There»                | Richard Starkey, Mark Hudson, Gary Burr                | 3:55     |  |
| 5.  | «Oh My Lord»                      |                                                        | 5:32     |  |
| 6.  | «Memphis In Your Mind»            |                                                        | 3:13     |  |
| 7.  | «Give Me Back the Beat»           |                                                        | 3:53     |  |
| 8.  | «Love First, Ask Questions Later» |                                                        | 4:55     |  |
| 9.  | «Don't Hang Up»                   | Richard Starkey, Mark Hudson, Gary Burr                | 3:27     |  |
| 10. | «Eye to Eye»                      | Richard Starkey, Mark Hudson, Steve Dudas, Dean Grakal | 3:19     |  |
| 11. | «Some People»                     |                                                        | 3:17     |  |
| 12. | «Elizabeth Reigns»                |                                                        | 3:57     |  |

| DVD |                                   |                                                        |          |  |
| N.º | Título                            | Escritor(es)                                           | Duración |  |
| 1.  | «Fading In and Fading Out»        | Richard Starkey, Mark Hudson, Gary Burr                | 3:55     |  |
| 2.  | «Never Without You»               | Richard Starkey, Mark Hudson, Gary Nicholson           | 5:24     |  |
| 3.  | «Choose Love»                     | Richard Starkey, Mark Hudson, Gary Burr                | 3:07     |  |
| 4.  | «Imagine Me There»                | Richard Starkey, Mark Hudson, Gary Burr                | 3:55     |  |
| 5.  | «Oh My Lord»                      |                                                        | 5:32     |  |
| 6.  | «Memphis In Your Mind»            |                                                        | 3:13     |  |
| 7.  | «Give Me Back the Beat»           |                                                        | 3:53     |  |
| 8.  | «Love First, Ask Questions Later» |                                                        | 4:55     |  |
| 9.  | «Don't Hang Up»                   | Richard Starkey, Mark Hudson, Gary Burr                | 3:27     |  |
| 10. | «Eye to Eye»                      | Richard Starkey, Mark Hudson, Steve Dudas, Dean Grakal | 3:19     |  |
| 11. | «Some People»                     |                                                        | 3:17     |  |
| 12. | «Elizabeth Reigns»                |                                                        | 3:57     |  |
| 13. | «I Really Love Her»               | Richard Starkey, Mark Hudson                           | 0:57     |  |